# Anolis fugitivus
Anolis fugitivus (зеленоголовий трав'яний аноліс) — вид ігуаноподібних ящірок родини анолісових (Dactyloidae). Ендемік Куби.

## Поширення і екологія
Зеленоголові трав'яні аноліси мешкають на сході Куби, в провінціях Ольгін і Гуантанамо. Вони живуть у вологих тропічних лісах на рівнинах і в передгір'ях, та у вторинних заростях, на висоті до 704 м над рівнем моря.

## Збереження
МСОП класифікує стан збереження цього виду як близький до загрозливого. Anolis fugitivus загрожує знищення природного середовища.